# 北海道保育所一覧
北海道保育所一覧（ほっかいどうほいくしょいちらん）は、北海道の保育所の一覧。

## 国立保育所

### 石狩振興局

#### 札幌市
- 札幌市立認定こども園にじいろ
- 太陽こころ認定こども園
- 札幌愛珠認定こども園
- 新さっぽろ認定こども園
- いちい認定こども園
- まなび認定こども園
- 認定こども園そらいろ
- 認定こども園こうほく
- 認定こども園ひまわり
- 認定こども園かすたねっと
- 認定こども園まなび
- 認定こども園新さっぽろ
- 認定こども園かすたねっと

#### 江別市
- 認定こども園あけぼの
- 認定こども園大麻まんまる

#### 恵庭市
- 柏学園ひまわり認定こども園

#### 石狩市
- 認定こども園花川南

#### 北広島市
- 認定こども園北広島わかば

### 渡島総合振興局

#### 函館市
- 函館ちとせ認定こども園
- 認定こども園キッズサポートくにのはな
- 認定こども園綜合施設函館若葉
- 認定こども園函館市つつじ

### 空知総合振興局

#### 歌志内市
- 歌志内市立歌志内認定こども園あおぞら[1]

### 上川総合振興局

#### 旭川市
- 百華認定こども園
- ひとみ認定こども園

### オホーツク総合振興局

#### 北見市
- 北見くるみ認定こども園
- 留辺蘂マリア認定こども園

#### 網走市
- 認定こども園つくし

### 胆振総合振興局

#### 苫小牧市
- 認定こども園幼稚舎あいか

## 公立保育所

### 石狩振興局

#### 札幌市
- 札幌市あけぼの保育園
- 札幌市大通乳児保育園
- 札幌市若草保育園
- 札幌市新琴似保育園
- 札幌市新川保育園
- 札幌市新琴似乳児保育園
- 札幌市北乳児保育園
- 札幌市光星はとポッポ保育園
- 札幌市新生保育園
- 札幌市みかほ保育園
- 札幌市青葉保育園
- 札幌市白石保育園
- 札幌市東白石保育園
- 札幌市東札幌保育園
- 札幌市菊水乳児保育園
- 札幌市東札幌乳児保育園
- 札幌市美園保育園
- 札幌市豊園保育園
- 札幌市豊園乳児保育園
- 札幌市豊平区保育・子育て支援センター
- 札幌市澄川乳児保育園
- 札幌市山の手保育園
- 札幌市山の手乳児保育園
- 札幌市西区保育・子育て支援センター
- 札幌市手稲区保育・子育て支援センター

### 渡島総合振興局

#### 函館市
- 函館市花園保育園
- 函館市湯浜保育園
- 函館市尾札部保育園
- 函館市臼尻保育園
- 函館市つつじ保育園

#### 亀田郡
- 七飯町立大中山保育園

#### 茅部郡
- 森町立森保育所
- 森町立新川保育所
- 森町立尾白内保育所

#### 二海郡
- 八雲町立くまいし保育園

#### 山越郡
- 長万部町立さかえ保育所

### 上川総合振興局

#### 旭川市
- 旭川市立近文保育所
- 旭川市立新旭川保育所
- 旭川市立神楽保育所

### オホーツク総合振興局

#### 北見市
- 北見市立中央保育園
- 北見市立西保育園
- 北見市立東保育園
- 北見市立とん田保育園
- 北見市立小泉保育園

- 北見市立高栄保育園
- 北見市立端野中央保育園
- 北見市立常呂保育園
- 北見市立さかえ保育園
- 北見市立温根湯温泉保育園

### 十勝総合振興局

#### 帯広市
- 帯広市立帯広保育所
- 帯広市立緑ヶ丘保育所
- 帯広市立日赤東保育所
- 帯広市立すずらん保育所
- 帯広市立青葉保育所

- 帯広市立あやめ保育所
- 帯広市立豊成保育所
- 帯広市立ひばり保育所
- 帯広市立松葉保育所
- 帯広市立依田保育所

### 釧路総合振興局

#### 釧路市
- 釧路市立城山保育園
- 釧路市立桜ケ岡保育園
- 釧路市立双葉保育園
- 釧路市立新富士保育園
- 釧路市立鳥取保育園

- 釧路市立芦野保育園
- 釧路市立音別保育園

## 私立保育所

### 渡島総合振興局

#### 函館市
- 函館大谷短期大学附属港保育園
- 函館美原保育園
- 函館亀田港保育園
- 函館桔梗保育園
- 赤川保育園
- 函館石川保育園
- 函館市松陰保育園
- 中央保育園
- 千才保育園
- 駒止保育園
- 亀田保育園
- 高盛保育園
- 谷地頭保育園
- ゆりかご保育園
- 眞宗寺保育園

- 鍛治さくら保育園
- 杉の子保育園
- 函館深堀保育園
- 函館保育所
- 人見保育園
- 函館高砂保育園
- いづみ保育園
- 根崎保育園
- 函館福ちゃん保育園
- 函館上湯川保育園
- 三育保育園
- うみの星保育園
- 青い鳥保育園
- 駅前五稜郭保育園
- なかよし保育園

- 神山保育園
- つぐみ保育園
- 風の子保育園
- あすなろ保育園
- おおぞら保育園
- 旭岡保育園
- つくし保育園
- コバト保育園
- 駒場保育園
- つくしの子保育園
- 函館大谷短期大学附属保育園
- キッズサポートくにのはなキリンハウス

#### 亀田郡
- みどり保育園
- 藤城保育園
- 大沼保育園
- 七飯ほんちょう保育園
- ななえ大川保育所

#### 茅部郡
- 駒ヶ岳保育園
- 鳥崎保育園
- こひつじ保育園

#### 二海郡
- 国の子保育園
- なかよし保育園
- あかしや保育園

#### 山越郡
- いずみ保育園

### 上川総合振興局

#### 旭川市
- 旭川隣保会第一保育所
- 旭川頌栄保育園
- 慈光園保育所
- 旭川隣保会第二保育所
- 旭川啓明保育園
- わんぱく保育園
- 旭川隣保会第三保育所
- こぐま保育園
- 鉄道弘済会旭川保育所
- 旭川春光台保育園
- ほのぼの保育園
- 末広保育園
- 末広第二保育園
- しらかば保育園
- 旭川蘭契保育園
- 旭川あかしあ保育園
- 末広こまどり保育園
- 旭川隣保会乳児保育所

- わかば保育園
- 北星おおぞら保育所
- 東六条保育園
- まこと保育園
- 永山あゆみ保育園
- 旭川太陽保育園
- 永山ほたる保育園
- 永山くるみ保育園
- 永山おおぞら保育園
- 忠和保育園
- 旭川つばさ保育園
- 旭川いずみ保育園
- 旭川ねむのき保育園
- 旭川保育園
- 旭川のびろ保育園
- 旭川宮前保育園
- 旭川わかくさ保育園
- 神楽岡保育園

- 旭川おおぞら保育園
- 緑が丘東保育園
- 旭川あゆみ幼稚園附属保育園
- こひつじ保育園
- 東栄保育園
- 東光乳児保育園
- 真和保育園
- キューピッド保育園
- 中央乳児保育園
- 豊岡蘭契保育園
- 旭川だいいち保育園
- のなか第二保育園
- 愛豊保育園
- 旭川のなか保育園
- エール保育園
- 龍谷きくし保育園
- ののはな保育園

### オホーツク総合振興局

#### 北見市
- めぐみ保育園
- ひかり保育園
- 美山遊子保育園
- みわ保育園
- 北進保育園

- 夕陽ヶ丘保育園
- 緑が丘遊子保育園
- 北光保育園
- 光西保育園
- あいのない保育園

- 保育園 ステージ・こどもの国
- 南保育園
- 留辺蘂マリア保育園
- 大谷保育園 ほいくの森

### 十勝総合振興局

#### 帯広市
- 藤花保育園
- 鉄南保育園
- つばさ保育所
- あじさい保育園
- 帯広南町保育園
- やまびこ保育所

- あけぼの保育園
- 稲田保育園
- みのり保育園
- こでまり保育園
- 森の子保育園
- ときわの森保育所

- さくら保育園
- おひさま保育園
- 栄保育園
- すいせい保育所

### 釧路総合振興局

#### 釧路市
- 釧路頌栄保育園
- 釧路第１福ちゃん保育園
- 釧路第２福ちゃん保育園
- 鉄道弘済会釧路保育所
- 釧路さかえ保育園
- 釧路わかくさ保育園
- かしわ保育園

- 釧路美原保育園
- 釧路旭保育園
- 釧路桂恋保育園
- 釧路旭夜間保育園
- 昭和どんぐりの家保育園
- 釧路はるとり保育園
- 釧路風の子保育園

- 釧路ことぶき保育園
- 愛光保育園
- 釧路共栄保育園
- 釧路おたのしけ保育園
- 治水どんぐりの家保育園